# Клементе ди Пайва, Жозе Жилдейшон
Жозе́ Жилде́йшон Клеме́нте ди Па́йва, более известный как Жил (порт. José Gildeixon Clemente de Paiva; Gil; 3 сентября 1987, Санту-Антониу, штат Риу-Гранди-ду-Норти — 28 ноября 2016, Серро-Гордо, Ла-Уньон, Антьокия, Колумбия) — бразильский футболист, выступавший на позиции опорного полузащитника. Погиб в авиакатастрофе BAe 146 под Медельином.

## Биография
Жил родился в небольшом городке Санту-Антониу, но в качестве футболиста он не выступал ни за одну из команд родного штата Риу-Гранди-ду-Норти. Семья переехала в город Нова-Крус, когда будущий футболист был ещё в подростковом возрасте. Являлся воспитанником академии «Можи-Мирина» из одноимённого города в штате Сан-Паулу. После краткого пребывания в 2005 году в УРТ и «Санта-Крузе» в 2006 году вернулся в «Можи-Мирин», где стал играть за взрослую команду. В 2008—2011 годах выступал за три другие команды из штата Сан-Паулу («Гуратингету», «Санту-Андре» и «Понте-Прету»), а также «Виторию» из Салвадора.
В 2011 году перешёл в «Коритибу», где довольно быстро стал игроком основного состава. Вместе с этой командой Жил дважды становился чемпионом штата Парана, а в 2012 году дошёл до финала Кубка Бразилии, в котором «Коритиба» уступила в двухматчевом противостоянии «Палмейрасу». Жил принял участие в первой финальной игре, завершившейся победой «паулистас» 2:0. В 2014 году полузащитник стал терять место в основе своей команды и в 2015 году был отдан в аренду в «Шапекоэнсе».
В 2016 году Жил подписал с «Шапе» полноценный контракт. В первой половине года вместе с командой выиграл чемпионат штата Санта-Катарина. Он был твёрдым игроком основного состава в чемпионате Бразилии (сыграл в 26 матчах из 37) и в розыгрыше Южноамериканского кубка. Команда впервые в своей истории сумела выйти в финал международного турнира. Жил сыграл 82 минуты ответного полуфинального матча против аргентинского «Сан-Лоренсо» (0:0) и был заменён Сержио Маноэлом. По итогам двухматчевого противостояния бразильский клуб вышел в финал турнира. В опорной зоне Жил действовал, как правило, в связке с Жозимаром.
28 ноября 2016 года погиб в авиакатастрофе под Медельином вместе с практически всем составом и тренерским штабом клуба в полном составе, который летел на первый финальный матч ЮАК-2016 с «Атлетико Насьоналем». Позже КОНМЕБОЛ присудила победу в турнире «Шапекоэнсе».
Брат Жила Жералдо Мадурейра также был профессиональным футболистом, выступал в 2000—2012 годах за «Ботафого», АБС, «Санта-Круз» и другие команды. Жил похоронен на кладбище Нова-Круса. У него осталась вдова Валдесия Пайва и две дочери — двух и четырёх лет.

## Достижения
- Чемпион штата Парана (2): 2012, 2013
- Чемпион штата Санта-Катарина (1): 2016
- Финалист Кубка Бразилии (1): 2012
- Обладатель Южноамериканского кубка (1): 2016